# 馬興国
馬 興国（マ・コウコク、1946年 - ）は、中華人民共和国の歴史学者、文学者。

## 人物
1970年、大連外国語大学卒業。1975年、遼寧大学研究員。1981年、遼寧大学講師。1993年、遼寧大学教授。東京大学研究員（1995年 - 1996年）。遼寧大学副学長（1997年 - 2006年）。2004年、九州国際大学国際センター長。2009年、神奈川大学特別招聘教授。
学会では、日本文学研究会理事、中日比較文学学会理事、中華日本学会理事、遼寧省日本文学学会会長、渤海と日本関係史研究会代表など。

## 受賞
- 特別貢献専門家名誉称号 - 中国政府[1]
- 外務大臣表彰 - 日本政府[1]

## 著作

### 単著
- 馬興国『千里同風録─中日風習交流』遼寧人民出版社、1988年。
- 馬興国『正月の風習─中国と日本』国際日本文化研究センター、1990年。
- 馬興国『中国古典小説と日本文学』遼寧教育出版社、1993年。

### 共著
- 馬興国・宮田登 編『民俗』大修館書店〈日中文化交流史叢書〉、1998年11月1日。ISBN 4469130451。
- 蔡毅 編『日本における中国伝統文化』勉誠出版、2002年4月1日。ISBN 4585030875。